# زیزیزوس
زیزیزوس (نام علمی: Zyzzyzus) نام یک سرده از تیره اسفنج‌های شانه‌ای است.